# Wiener Nordostrand Straße
Die Wiener Nordostrand Straße B 305 ist eine Landesstraße B und ehemalige Bundesstraße im Weinviertel in Niederösterreich. Sie verbindet die Donau Straße B 3 mit der S1-Anschlussstelle Korneuburg-West und führt weiter zum Kreisverkehr Leobendorf/Korneuburg Kaserne.
Sie hat eine Länge von ca. 1,5 km und wurde ursprünglich unter anderem zur Entlastung der Stadt Korneuburg und als Autobahnzubringer von der Laaer Straße zur A22 Donauufer-Autobahn gebaut.

## Geschichte
Bereits Ende der 1980er Jahre wurde die damals als B 208 bezeichnete Trassierung als Verbindungsspange B 7 – A22 geplant. Die B 208 war als Ersatz für die in diesem Abschnitt bis zum Jahr 1983 geplante A21 gedacht. Die erste Realisierung aus dem damaligen Projekt wurde 1998 in Form der Anschlussstelle A22/Korneuburg West und der daran anschließenden B208, nunmehr B 305, als Umfahrung von Korneuburg umgesetzt.
In Verbindung mit der damals geplanten B 302 zwischen B 8 und B 7 wurde der geplante Straßenzug in seiner Funktion von einer lokalen Entlastungsspange zu einem Teil des Nordostringes um Wien aufgewertet und mit der Novellierung 1999 zum Bundesstraßengesetz 1971 als B 305 gesetzlich verankert.
Grundlage für diese Neubezeichnung waren die Vorschläge der für das Bundesministerium für wirtschaftliche Angelegenheiten (BMwA) ausgearbeiteten Studie „Die Gestaltung des Straßennetzes im donaueuropäischen Raum unter besonderer Beachtung des Wirtschaftsstandortes Österreich“ vom Februar 1999 (GSD-Studie).
Im Bundesstraßen-Übertragungsgesetz vom 29. März 2002 wurde ein Teil der B 305 und die B 301 im angeführten Verlauf nunmehr Bestandteil der Wiener Außenring Schnellstraße S1.
Nach der Verkehrsfreigabe der S 1 am 31. Jänner 2010 bleibt die B305 als Verbindungsspange zwischen der B3, der neuen S1-Anschlussstelle Korneuburg-West und der Leobendorfer Straße (L31) bestehen.